# Caballo Azteca

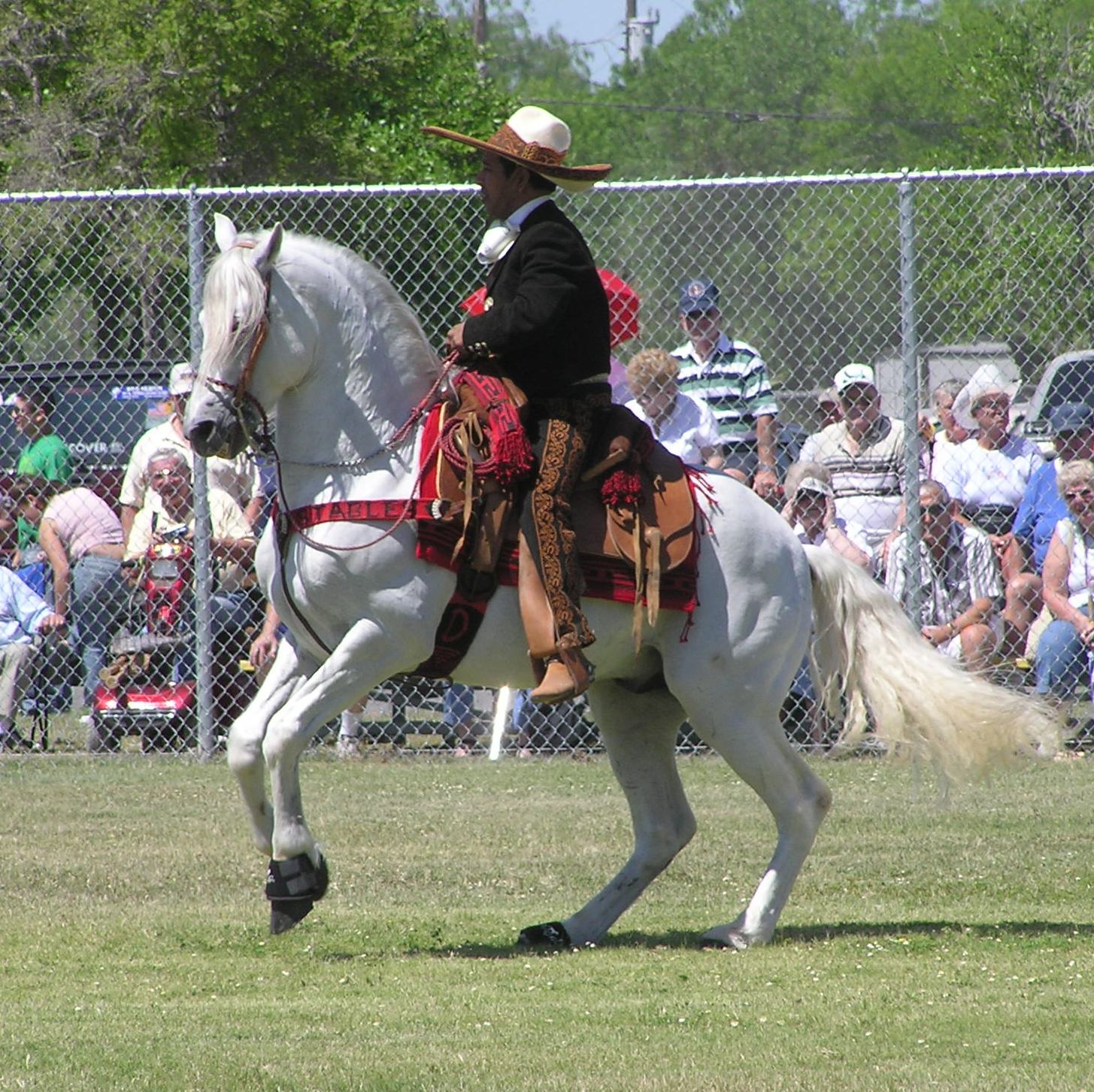

El caballo Azteca es una raza equina mexicana obtenida por la combinación de tres diferentes linajes, incluidos el caballo ibérico de sangre, especialmente de Andalucía y el caballo lusitano, el "American Quarter" (cuarto de Milla) y el caballo criollo de sangre.
Fue desarrollada en 1972 al crear la idea de que México, país donde había nacido la charrería, necesitaba su propio caballo de raza. La nueva generación ha nacido principalmente a través de los esfuerzos de entidades y organizaciones mexicanas como la entonces Secretaría de Agricultura y Recursos Hidráulicos a cargo de Don Francisco Merino Rábago, la Asociación Mexicana de Criadores de Caballos de Raza Azteca, el Centro de Reproducción Caballar Domecq, y la Casa Pedro Domecq y muy particularmente de Antonio Ariza, representante que fue de Casa Domecq en México. La Asociación Internacional del Caballo Azteca se formó en 1992 para supervisar la raza. Actualmente, 1000 caballos están inscritos en el IAzHA como de raza Azteca.

## Características
Los caballos aztecas no pueden ser menores de 1.43 por alto, pero cualquier capa de color sólido está permitida. Idealmente, el caballo es un equilibrio de ambas razas, que no es demasiado alto y ágil, ni demasiado corto y stocky.
Su cabeza tiene un perfil recto o ligeramente convexo, con los ojos pequeños y expresivos. El cuello es musculoso y ligeramente arqueado. Sus withers son a medio y fuerte, y el caballo tiene una recta, de vuelta bastante corto, y una amplia ronda de crup. La crin y la cola están llegando y la cola se configura bajo. La circunferencia es profunda y completa, con un mínimo de 6 pies de circunferencia y el hombro es largo y en pendiente.

## Requisitos de inscripción
Estrictos códigos de la cría de garantizar el éxito de la raza, ya que el mestizaje ha sido científicamente investigado para combinar lo mejor de cada raza. Los caballos son inspeccionados dos veces en su vida: en siete meses para obtener un certificado de nacimiento, y de nuevo a los tres años de edad, para obtener el certificado de registro como reproductor. El registro asigna las letras A, B, C, D, E y F a sus caballos como la identificación en cuanto a su proporción de cada raza. Las cartas sólo se utilizan con fines de cría para ayudar a los criadores de caballos de elegir para producir crías que no son más que 3 / 4 de caballo andaluz o barrio. El nivel "A" es el más deseable.

## Función Zootecnia
Los caballos son muy buenos en todos los deportes que requieren agilidad, energía, espíritu, fuerza y velocidad. Esto incluye la charrería, equitación clásica, doma, toros, cortar, frenando, equipo penning, polo, el placer de conducción, y la conducción.

## Enlaces
- Registro para el Caballo Azteca en Europa

- Wikimedia Commons alberga una categoría multimedia sobre Caballo Azteca.

- Datos: Q786828
- Multimedia: Azteca horse / Q786828